# 郭政鴻
郭政鴻（英語：Derek Kok Ching Hung，1964年11月18日—），原名郭錦雄，香港演员，曾為無綫電視（TVB）合約男藝員。他於1985年參加第二期無綫藝員進修班加入無綫電視，至今為無綫電視演出的劇集逾70部。戲份越演越多，以《尖子攻略》為最多戲份，自此更受市民大眾歡迎。亦於《桌球天王》、《古靈精探B》、《五味人生》的角色深入民心，人氣急升。近年來多次獲提名《萬千星輝頒獎典禮》「最佳男配角」一獎，當中《潛行狙擊》更打入最後五強。2015年，他离开服務了30年的無綫電視並轉往中國大陸發展，但表示將來如有合適的角色亦會重返無綫電視，告別作是《潮拜武當》。目前已婚，育有兩名女兒。而接受訪問時表示當上爸爸後整個人有了目標，看事情會堅定許多，而始終小朋友年紀仍小，不可以因為自己任性和不成熟影響到他們。

## 演藝生涯

### 入行經過
郭政鴻早年居於九龍觀塘雞寮，後於牛頭角下邨九座成長，他曾就讀拔萃男書院。因在學時期愛上學習功夫以致學業成績一般，中學也未畢業。。這是他後來當上龍虎武師的主要原因。郭政鴻加入無綫電視前是龍虎武師，1984年入行，當時於劇集內做其他演員的替身工作，有些前輩和演員（包括當時在亞洲電視的演員曾偉權）建議他轉做演員，因為武師不能當一世，應該為將來打算，但他並没有想過，因為他的志願是做教一（師傅）。
1985年，郭政鴻因為貪玩，參加了由無綫電視及華星唱片合辦的第四屆新秀歌唱大賽，同屆的有杜德偉、蘇永康、吳國敬、李克勤、周慧敏、草蜢、江欣燕等。當時他以原名郭錦雄參賽，選唱了譚詠麟的名曲《夏日寒風》。他受到日本歌手吉川晃司於《日本紅白歌唱大賽》中表演完畢時所做的單手後空翻影響，便照樣於表演完結時做了一個後空翻，而且還沒有用手。之後他入了頭30名，並參加了於利舞台舉行的半準決賽，可惜未能入選決賽。但因為表演時打了個後空翻，華星娛樂有限公司的高層人員李進看中了他的身手，希望羅致他為該公司旗下動作演員。但由於合約為期8年，而且要有工作才有收入，相比當時的武師工作月入HKD30,000及駕跑車、用「大哥大」（手提電話）的生活，所以被他拒絕。後來，有導演從新秀的相片中看到郭政鴻，經面試後邀請他演出電影豬仔出更，做第二男主角，其他演員有周海媚、李家聲、林俊賢等。
做過演員後，郭政鴻對演戲產生興趣，加上經曾參加第2期無綫藝員進修班的周海媚提醒，結果放棄月入HKD30,000的月薪，投考1985年的無綫電視第4期無綫藝員進修班（動作劇男演員），為期三個月，當時月薪只有HKD2500，而他第一套在無綫出演較多對白角色的電視劇是1987年首播的《大運河》。不久，他覺得這份工作比理想中愈來愈差，懂得武術反而是負累，首幾年的工作十分辛苦，幕後人員覺得他只會打架，論輩分，有發揮的角色又未輪到他去演，所以他一直為別人做替身處理高難度動作。回想以前當武師時受人擁護，又為武館贏了不少獎項，相比之下，武師和演員的工作簡直是兩個世界，加入無綫電視後令他失去自信，因為其他人總是先看他的動作表現，之後才會留意他的演技，所以他立志要用最短的時間擺脫自己的武師及動作形象。

### 圈中朋友
郭政鴻於娛樂圏中人緣極佳，與不少演員結成好友，例如歐陽震華、郭晋安、佘诗曼、林峯、黃宗澤、吳卓羲、梁競徽、苗僑偉、陶大宇、羅嘉良、林文龍、林韋辰、關禮傑、王維德、歐瑞偉、蘇玉華、陳慧珊、馬德鐘及陳山聰等。

## 習武之路
郭政鴻自小被黃飛鴻電影所吸引，當中關德興與石堅的功夫令他大開眼界，南派與北派的對決令他如癡如醉。受到黃飛鴻電影的感染，郭政鴻便開始對武術產生興趣，大約10歲便跟了一位師傅學習第一派的蔡李佛拳術。過了幾年，他看到另一派的拳術很吸引，但當時跟隨多位師傅學武是一件不合教規的事，所以他偷偷地跟另一位師傅習武。如是者過了十多年，他共跟隨過3-4位師傅學武。他亦曾代表自己的武術體育會參加不少武術功夫比賽，雖然他功夫了得，但起初因為欠缺參賽經驗，所以比賽時未能獲獎。後來他累積了經驗，表現亦見穩定，結果替體育會拿了不少獎項，當中包括兩個銅牌和一個金牌。
郭政鴻學的是南派的周家拳，之後又學過長拳，他還有「南拳王」的稱號，他曾表示自己選擇學南拳的原因是南拳比北派的腿法有更多花式。他認為練武既可以強身健體，還可以培養意志、毅力和自信，不會因為些少的挫折而氣餒。對於演戲上，懂得武術不但可以保護自己，還可以減低拍攝時弄傷別人的機會。他曾表示自己雖然工作繁忙，但每星期仍然會抽空練武。
其實郭政鴻的精湛武藝為他帶來不少演出幾會，尤其是古裝武俠片，他曾經演出過《射鵰英雄傳》、《西遊記》及《西遊記（貳）》 、《蕭十一郎》、《雲海玉弓緣》、《大唐雙龍傳》、《覆雨翻雲》等多套經典名著，劇中經常要打鬥連場 。另外，他亦曾經參演功夫武術劇集，例如《南拳北腿》、《南龍北鳳》和《佛山贊師父》，當中值得留意的地方是郭政鴻和這幾套劇的其他演員一樣有武術底子，以真功夫演出，這不是一般演員可以做到的。

## 演出作品

### 電視劇（亞洲電視）
| 首播   | 劇名             | 角色       |
| ------ | ---------------- | ---------- |
| 1984年 | 四大名捕重出江湖 | 生判／死判 |

### 電視劇（無綫電視）
| 首播   | 劇名                           | 角色                 |
| ------ | ------------------------------ | -------------------- |
| 1986年 | 黃大仙                         | -                    |
| 1986年 | 黃金十年                       | -                    |
| 1987年 | 大運河                         | 李元霸               |
| 1987年 | 生命之旅                       | 阿 石（第14集）      |
| 1987年 | 書劍恩仇錄                     | 錢正倫               |
| 1987年 | 時來運到                       | -                    |
| 1988年 | 太平天國                       | 正白旗主             |
| 1988年 | 兵權                           | -                    |
| 1988年 | 誓不低頭                       | 酒會賓客             |
| 1988年 | 當代男兒                       | （第28集）           |
| 1989年 | 上海大風暴                     | -                    |
| 1989年 | 蓋世豪俠                       | 阿 標                |
| 1989年 | 人海虎鯊                       | -                    |
| 1989年 | 天變                           | -                    |
| 1989年 | 他來自江湖                     | 發 仔                |
| 1989年 | 天涯歌女                       | 囚 犯                |
| 1989年 | 鐵血大旗門                     | 白星武               |
| 1989年 | 天機                           | -                    |
| 1989年 | 天上凡間                       | 阿 勳                |
| 1990年 | 優皮幹探                       | -                    |
| 1990年 | 同居三人組                     | Thomas               |
| 1991年 | 人在邊緣                       | 何律師（第27-28集）  |
| 1991年 | 幹探群英                       | 阿 成                |
| 1991年 | 今生無悔                       | 朱俊男               |
| 1991年 | 怒海孤鴻                       | 葉萬成               |
| 1991年 | 怒劍嘯狂沙                     | 霍廷桂               |
| 1991年 | 老友鬼鬼                       | 杜 龍                |
| 1992年 | 大時代                         | 丁利蟹（阿利）       |
| 1992年 | 風之刀                         | 司馬煜文             |
| 1993年 | 壹號皇庭II                     | 馮志權               |
| 1993年 | 超能幹探Super Cop              | 陳 弟                |
| 1993年 | 射鵰英雄傳之九陰真經           | 陸乘風               |
| 1993年 | 怒火羔羊                       | 吳 恭                |
| 1994年 | 射鵰英雄傳之南帝北丐           | 完顏洪傑             |
| 1994年 | 生死訟                         | 郭先鋒               |
| 1994年 | 射鵰英雄傳                     | 陸冠英               |
| 1994年 | 壹號皇庭III                    | 王 安（安仔）        |
| 1994年 | 天子屠龍                       | 耿聚忠               |
| 1994年 | 驚心都市                       | 孔國星               |
| 1995年 | 刑事偵緝檔案                   | 黃 強                |
| 1995年 | 南拳北腿                       | 嚴黑虎               |
| 1995年 | 包青天                         | 周立飛               |
| 1995年 | 壹號皇庭IV                     | 王 安（安仔）        |
| 1996年 | 聊齋之俠女田郎                 | 嚴 候                |
| 1996年 | 聊齋之古劍幽靈                 | 木麻彪               |
| 1996年 | 聊齋之秋月還陽                 | 大頭鬼               |
| 1996年 | 900重案追兇                    | 羅世宏（Peter）      |
| 1996年 | 廉政行動組                     | 優 皮                |
| 1996年 | 西遊記                         | 吳 剛                |
| 1997年 | 大刺客之魚腸劍                 | 聶 滿                |
| 1997年 | 孝感動天之趙氏孤兒             | 洛 巨                |
| 1997年 | 刑事偵緝檔案III                | 許偉廉（William）    |
| 1997年 | 鑑證實錄                       | 曹志銳               |
| 1998年 | 乾隆大帝之綠野飛仙             | 張懷玉               |
| 1998年 | 聊齋（貳）之綠野飛仙           | 郎文軒               |
| 1998年 | 聊齋（貳）之鬼母痴兒           | 石雲庭               |
| 1998年 | 聊齋（貳）之斬妖神劍           | 錢七兩               |
| 1998年 | 大刺客之呂四娘                 | 胤 禩                |
| 1998年 | 西遊記（貳）                   | 通臂猿猴             |
| 1999年 | 刑事偵緝檔案IV                 | 林浩天               |
| 1999年 | 布袋和尚                       | 凌 峰                |
| 2000年 | 楊貴妃                         | 皇甫惟明             |
| 2000年 | 金裝四大才子                   | 朱子健               |
| 2000年 | 京城教一                       | 鰲 飛                |
| 2001年 | 南龍北鳳                       | 鐵橋三               |
| 2001年 | 勇往直前                       | 馬 池                |
| 2001年 | 尋秦記                         | 王 翦                |
| 2001年 | 酒是故鄉醇                     | 羅鎮英               |
| 2002年 | 騎呢大狀                       | 羅 波                |
| 2003年 | 雲海玉弓緣                     | 郭 正                |
| 2003年 | 九五至尊                       | 胤 禵                |
| 2003年 | 智勇新警界                     | 溫健仁               |
| 2003年 | 衛斯理                         | 青龍上校             |
| 2003年 | 律政新人王                     | 鄧洛偉（傻豹、豹哥） |
| 2003年 | 英雄·刀·少年                   | 王德寶               |
| 2003年 | 衝上雲霄                       | Joe Chan（第1集）    |
| 2004年 | 怪俠一枝梅                     | 方公公               |
| 2004年 | 大唐雙龍傳                     | 楊虛彥／侯希白       |
| 2004年 | 水滸無間道                     | 易 軍（軍佬）        |
| 2005年 | 奪命真夫                       | 曹禮賢               |
| 2005年 | 酒店風雲                       | 龍國祥（Mark）       |
| 2005年 | 佛山贊師父                     | 納蘭正光             |
| 2006年 | 覆雨翻雲                       | 龐 斑                |
| 2006年 | 女人唔易做                     | 曹家普（KP）         |
| 2006年 | 布衣神相(海外首播)             | 柳焚餘               |
| 2007年 | 蕭十一郎                       | 望月三起             |
| 2007年 | 師奶兵團                       | 卓錦標（Bill）       |
| 2008年 | 野蠻奶奶大戰戈師奶             | 王仲祥（CC）         |
| 2008年 | 太極                           | 閭丘傲               |
| 2008年 | 古靈精探                       | 張正義（小二哥）     |
| 2008年 | 尖子攻略                       | 程國柱（Jason）      |
| 2009年 | 桌球天王                       | 雷建衝（Ray、魚雷）  |
| 2009年 | 古靈精探B                      | 張正義（小二哥）     |
| 2009年 | 廉政行動2009（單元二：釘子戶） | 唐永健               |
| 2010年 | 五味人生                       | 梁九妹               |
| 2010年 | 老公萬歲                       | 鄺辛訴               |
| 2010年 | 依家有喜                       | 湯甘保（Bowie）      |
| 2011年 | 團圓                           | 王 洪（洪哥）        |
| 2011年 | 潛行狙擊                       | 司徒凱（狗頭）       |
| 2012年 | On Call 36小時                 | 呂小益               |
| 2012年 | 飛虎                           | 丁有田               |
| 2012年 | 雷霆掃毒                       | 何 葵（阿鬼）        |
| 2012年 | 驚艷一槍                       | 傅宗書               |
| 2012年 | 法網狙擊                       | 洪震滔（Bill）       |
| 2013年 | 情逆三世緣                     | 曹 豹／軍裝警員      |
| 2013年 | 上海傳奇                       | 賀震邦               |
| 2013年 | On Call 36小時II               | 呂小益               |
| 2014年 | 醋娘子                         | 傅琛仁               |
| 2015年 | 潮拜武當                       | 何正東（番薯）       |
| 2018年 | 飛虎之潛行極戰                 | 林梓堯               |

### 網絡劇
| 首播   | 劇名     | 角色           |
| ------ | -------- | -------------- |
| 2016年 | 無間道   | 曾浩東         |
| 2018年 | 蝕日風暴 | 劉智輝         |
| 2022年 | 家族榮耀 | 馬耀宗         |
| 2022年 | 黑金風暴 | 徐學仁         |
| 2023年 | 廉政狙擊 | 傅天耀（傅爺） |
| 2023年 | 疊影狙擊 | 楊俊雄         |

### 電影
- 《再起風雲》
- 《弟子也瘋狂》
- 《霹靂十傑》飾 胡惠乾
- 《豬仔出更》
- 《嘩鬼住正隔離》
- 《洗黑錢》
- 《辣手神探》飾 劫匪
- 《我愛法拉利》飾 波少
- 《奪命接觸》
- 《一咬OK》飾 手下
- 《証人》（2008）飾 唐飛表哥
- 《綫人》（2010）飾 古仔
- 《我要静静》（2018）(網絡電影)
- 《催眠·裁決》（2019）飾 Peter
- 《戰玄武》（2020）(網絡電影)

### 電視電影(無綫電視)
- 《殺手風雷》 飾 康志文
- 《虎膽虹威》 飾 陳德廣 （黑幫四哥/陳老四）

### 其他
- 2016年：《女人多自在5》 飾 美思丈夫 - 俊（香港電台）
- 2017年：《申訴II》 飾 海關督察（香港電台）
- 2020年，《辣伙頭》 (ViuTV)
- 2021年：  金牛獻瑞賀新禧 （tvb）
- 2021年：流行經典50年（3月14日）（tvb）

### MV
- 1986年： 梅艷芳《緋聞中的女人》

## 外部連結
- 郭政鴻 TVB官方騰訊微博
- 郭政鴻 新浪微博 （页面存档备份，存于）
- 郭政鴻在香港影庫上的簡介
- 郭政鴻在互联网电影资料库（IMDb）上的資料（英文）
- 郭政鴻在豆瓣上的资料（简体中文）